# CP 4700 sorozat
Az CP 4700 sorozat egy portugál Bo'Bo' tengelyelrendezés villamosmozdony-sorozat. A mozdony a Siemens AG EuroSprinter mozdonycsalád széles nyomtávú (1668 mm) tagja. 2007 és 2009 között összesen 25 db állt forgalomba a CP-nél.

## Története
2006 januárjában a Portugál Állam Vasút 15 villamos mozdonyt rendelt a Siemens-től, beleértve a pótalkatrészcsomagot és a speciális szerszámokat is. Az LE 4700 sorozatjelzésű mozdonyok az EuroSprinter platformon alapulnak, és a portugál széles nyomtávú hálózatra tervezték őket. További tíz járműre szóló opciót határoztak meg, amelyet 2007 februárjában kötelező érvényű megrendeléssé alakítottak át.
A 4600 kW teljesítményű járműveket személy- és teherszállításra szánták, és úgy tervezték, hogy később átállíthatók legyenek az európai normál nyomtávra.
Az első három mozdony teljes egészében a Siemens müncheni Krauss-Maffei-Strasse mozdonygyárában készült. A következő mozdonyok esetében a burkolatépítés és az előszerelés Münchenben történt, a végső összeszerelést pedig a CP leányvállalatánál, az EMEF-nél végezték.

## Képgaléria

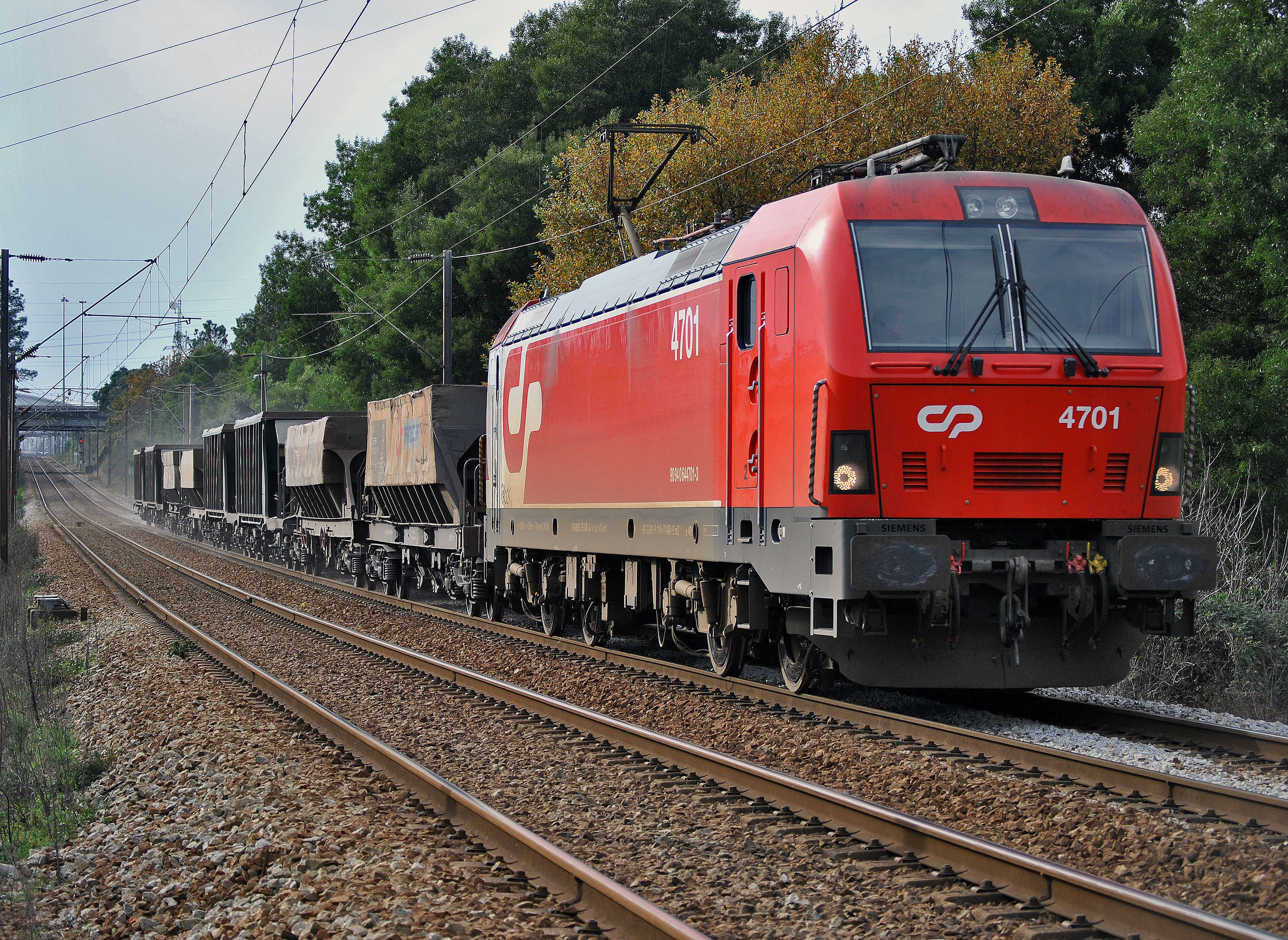
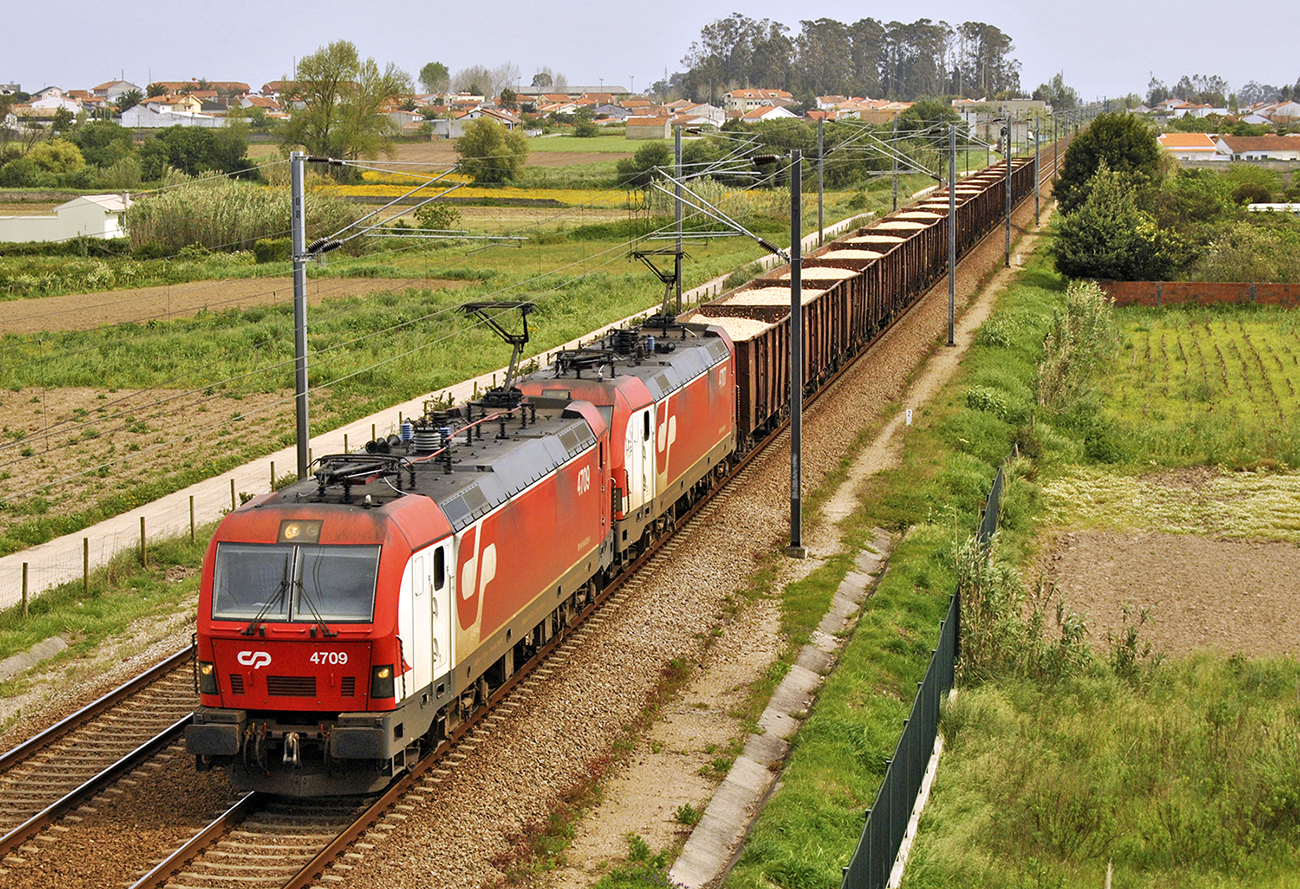
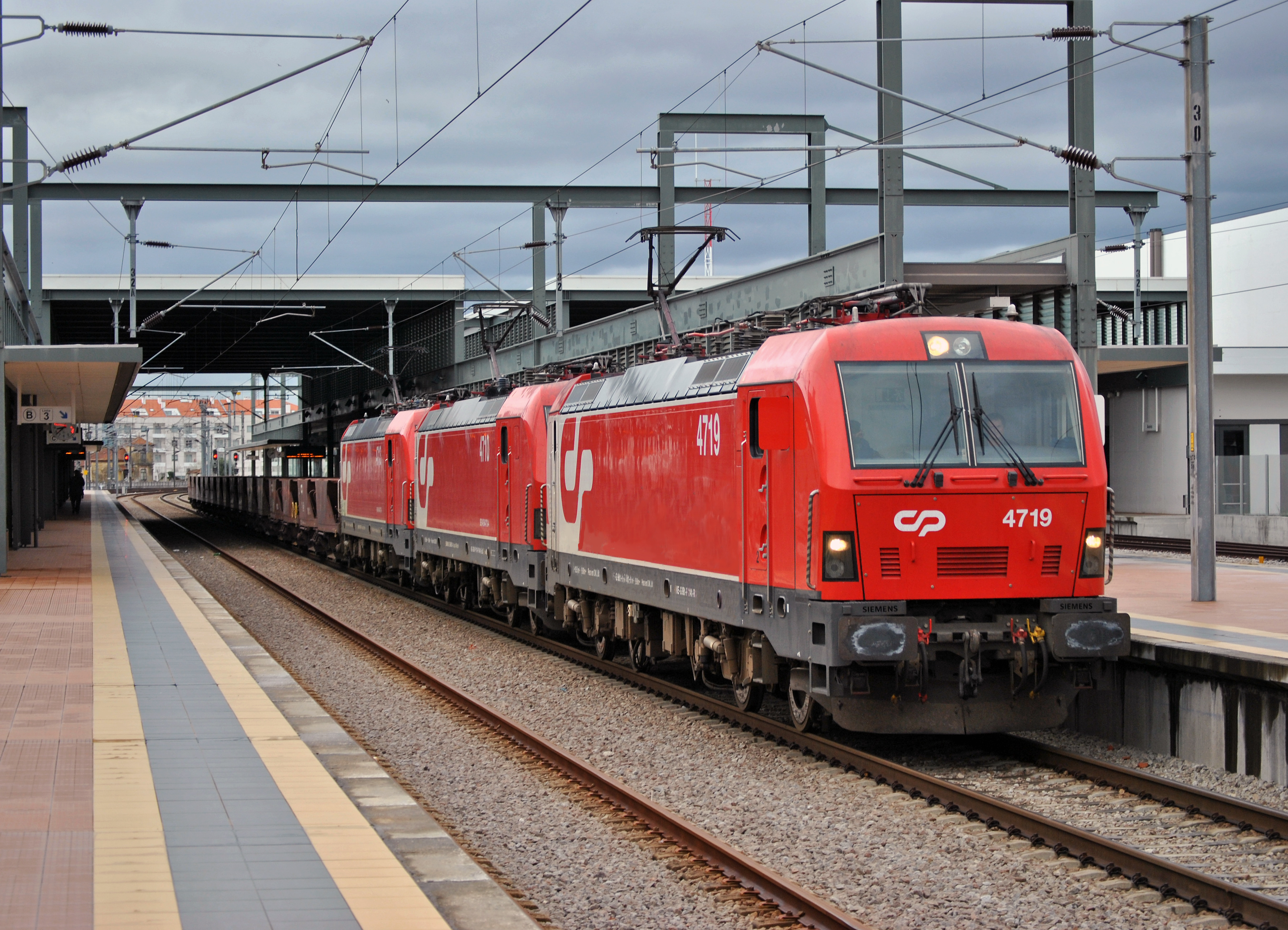
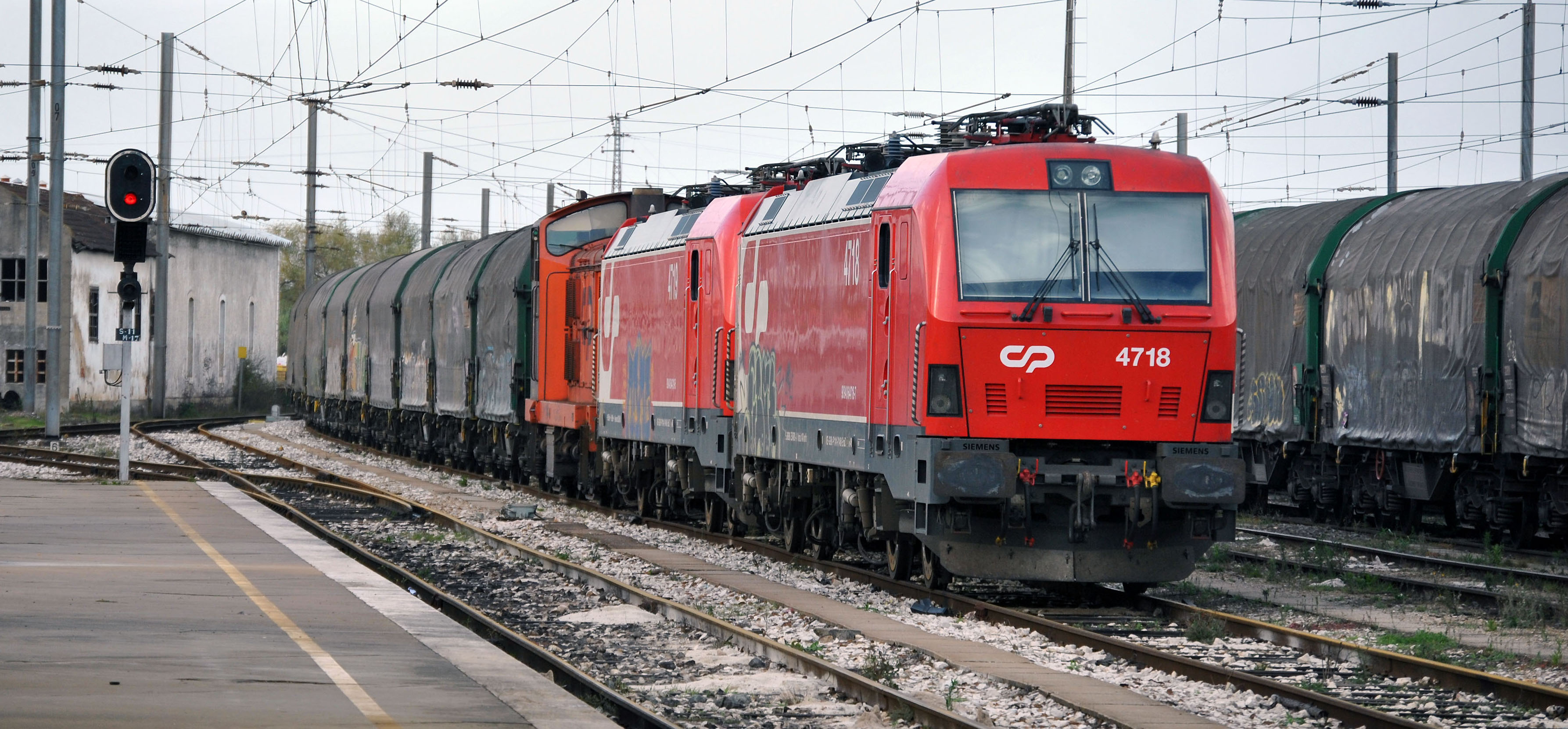
A 4718 és a 4719 (a 1466-tal) Pampilhosa állomáson (Linha do Norte)
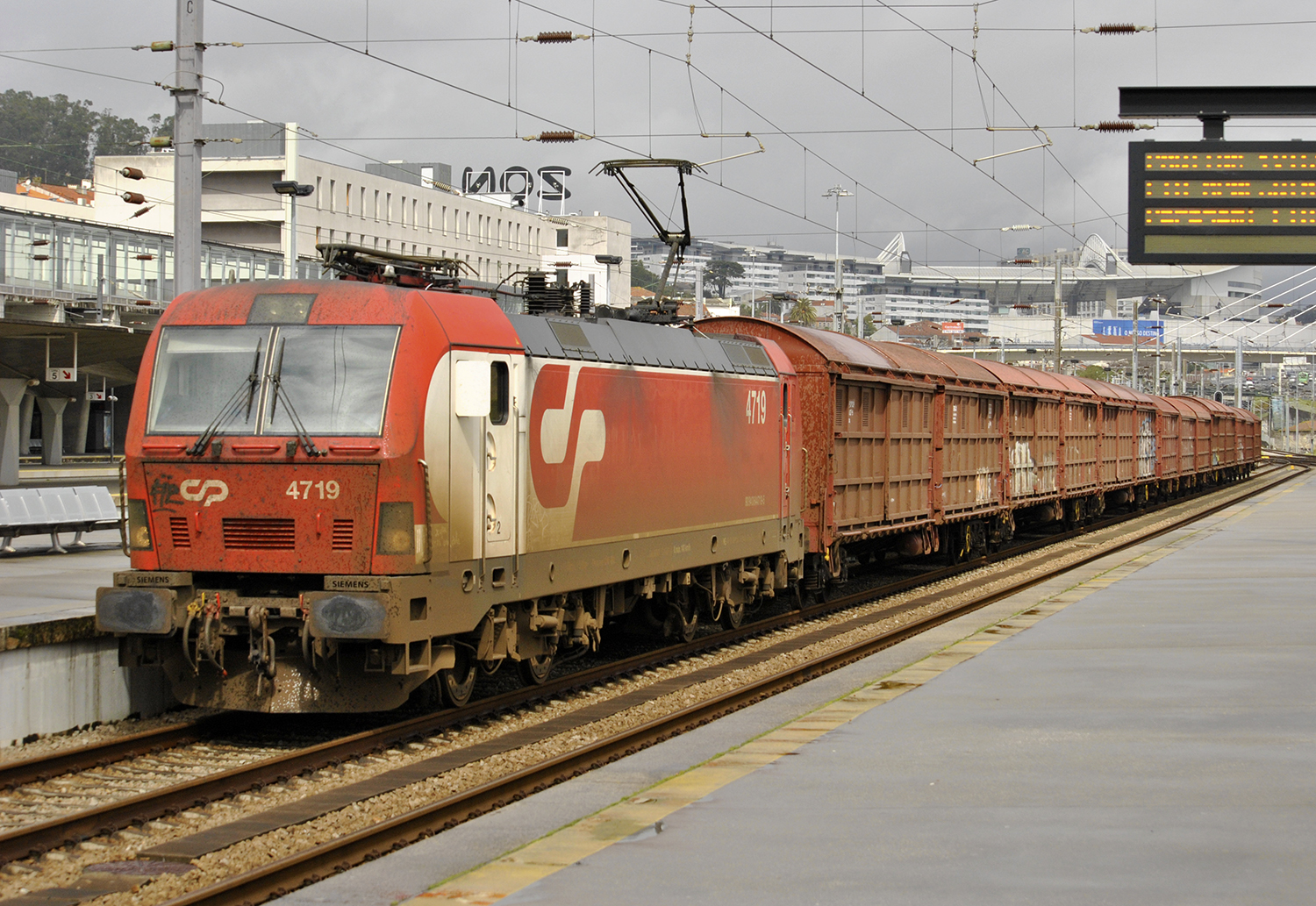
4719 Porto-Campanhã állomáson (Linha do Norte)
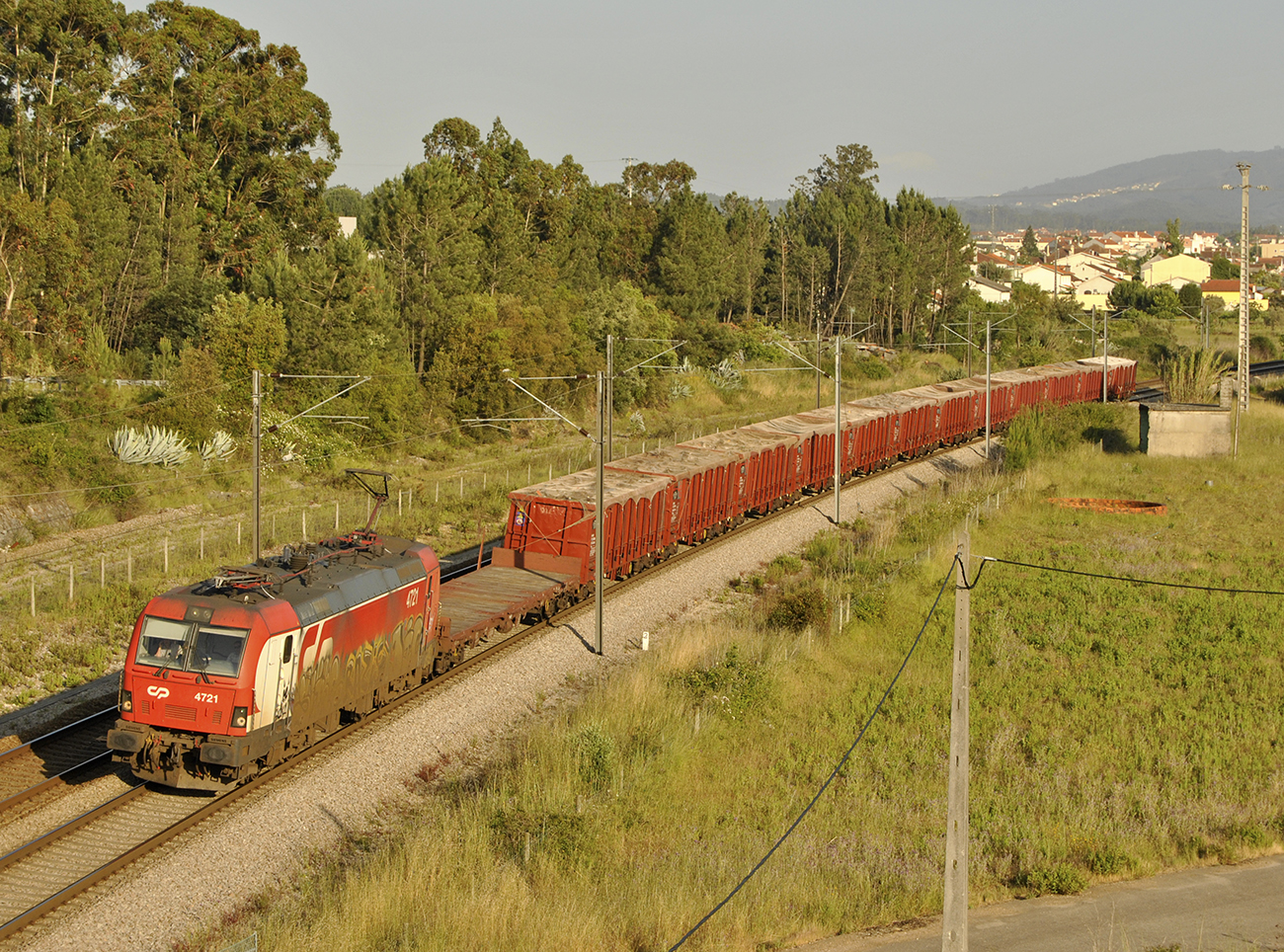
4721 Pampilhosa állomáson (Linha do Norte)